# Перец, Мирьям

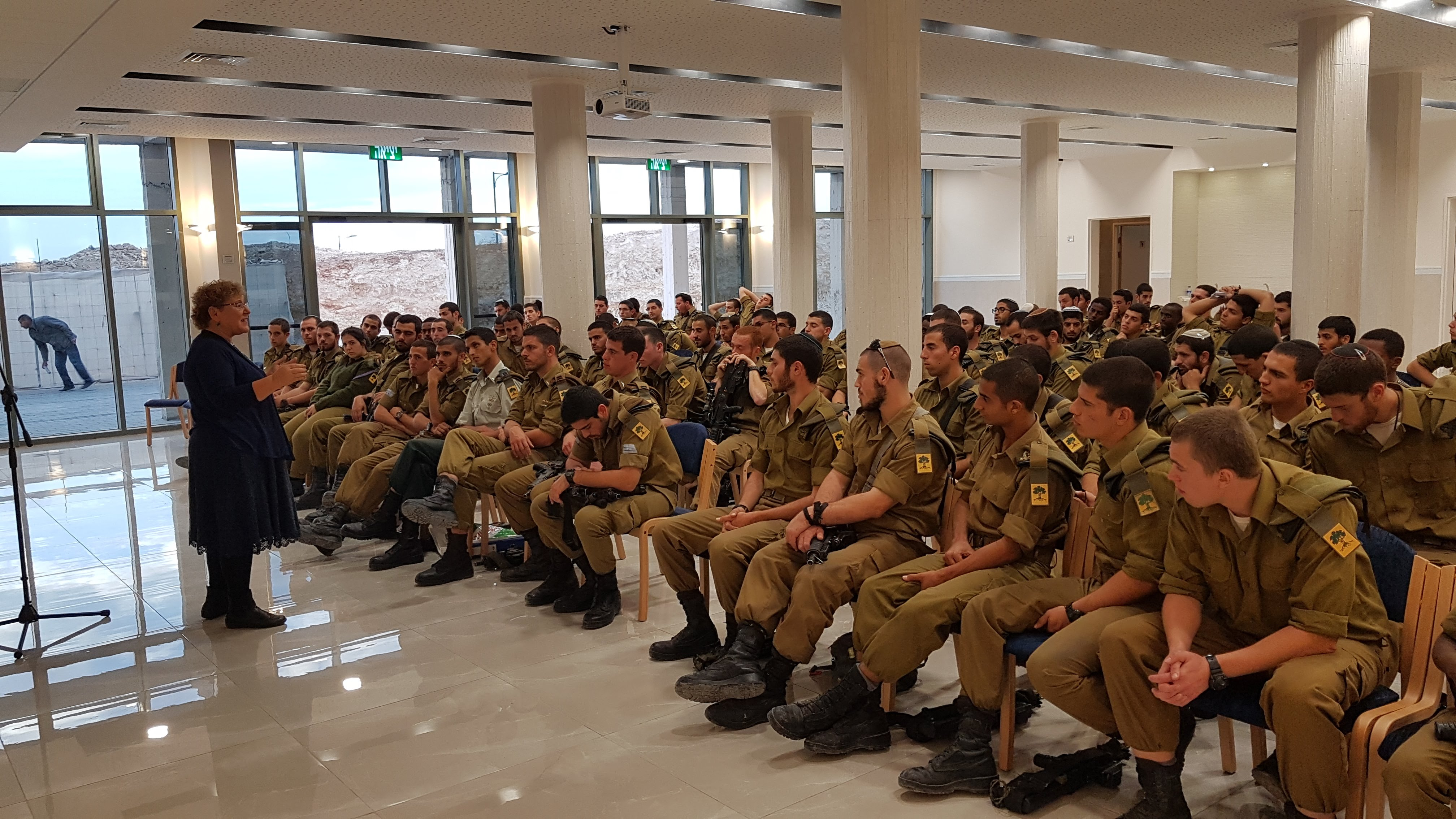
Мириам Перец на лекции в Шаббат Ахим Холле, построенном в память о её сыновьях Уриэле и Элиразе. Зал используется для лекций Мириам солдатам.

Мирьям Перец (ивр. מרים פרץ‎; род. 10 апреля 1954, Касабланка) — израильский педагог. Двое её сыновей, офицеры Армии обороны Израиля, были убиты во время службы в армии. С тех пор она читает лекции среди молодёжи и солдат ЦАХАЛа. Обладательница Премии Израиля за вклад в «укрепление израильского духа».
Кандидат на пост президента Израиля на выборах 2021 года.

## Биография
Перец родилась и выросла в Касабланке, Марокко, в семье Ито, урождённой Вакнин, и Яакова Охайона. В 1964 году она репатриировалась в Израиль и поселилась во временном лагере для репатриантов Хацерим в Беэр-Шеве. Она имеет степень бакалавра литературы и истории Университета Бен-Гуриона в Негеве. В середине 1970-х она вышла замуж за Элиэзера Переца. После свадьбы они переехали в Офиру, где её муж работал инспектором в Министерстве здравоохранения, а она занималась образованием и преподаванием. Мирьям родила двух сыновей, Уриэля и Элираза.
В 1982 году, после заключения мирного соглашения с Египтом, семья Перец была депортирована из своих домов вместе со всеми жителями Синая. Семья переехала в Гивон, а оттуда в Гиват-Зеэв, где она живёт по сей день, и где у них родилось ещё четверо детей: Хадас, Авихай, Эльясаф и Бат-Эль. Перец была директором первой школы в Гиват-Зеэве. В настоящее время она куратор отдела по делам общества и молодёжи в Министерстве образования.
Перец потеряла двух своих сыновей, Уриэля и Элираза, во время их службы в Армии Обороны Израиля. 25 ноября 1998 года был убит старший сын, лейтенант Уриэль Перец, которому на тот момент было 22 года, командир патрульного отделения 51-го батальона бригады Голани, в засаде на юге Ливана. Её муж, Элиэзер Перец, умер некоторое время спустя, в возрасте 56 лет, от тяжёлой болезни, развившейся после смерти старшего сына Уриэля, по словам членов семьи, — поскольку был убит горем. Позже, 26 марта 2010 года, её второй сын, майор Элираз Перец, был убит в столкновении с террористической группировкой в секторе Газа. Элираз Перец жил в форпостe Ха-Йовель около поселения Эли, где жил также майор Рои Кляйн, погибший во время Второй ливанской войны. Намерение правительства эвакуировать форпост Ха-Йовель, в том числе семьи двух пострадавших, вызвало общественную бурю, после которой было найдено решение, позволившее не ликвидировать этот форпост.
После гибели двух сыновей Перец посвятила свою жизнь укреплению еврейского и сионистского наследия и проводит лекции и уроки молодёжи и солдатам ЦАХАЛа.
В 2011 году Смадар Шир выпустила книгу «Шират Мирьям», в которой рассказывается о жизни Мирьям Перец.

## Признание
В 2014 году её выбрали для зажигания факела в 66-ю годовщину Независимости Израиля.
7 июня 2016 года Перец получила звание почётного доктора Университета Бар-Илан. 
В мае 2018 года, в день 70-летия независимости Израиля, она получила Премию Израиля за «дело жизни: укрепление еврейско-израильского духа».  На церемонии награждения она выступила от имени лауреатов.
Речь на церемонии вручения Премии Израиля вызвала множество положительных откликов со стороны общественности, некоторые даже призвали к избранию Мириам Перец следующим президентом Государства Израиль  , а министр образования Нафтали Бенет распорядился преподавать текст речи на церемонии в школах. 